# Fotoionització
La fotoionització és el procés en el que un fotó incident expulsa un o més electrons d'àtom, ió o molècula. El fotó ha de tenir una certa energia per produir aquesta excitació. Aquesta energia vindrà donada per la freqüència ν en què arriben les ones electromagnètiques exteriors, tal que

{\displaystyle E=h\nu \,}

on h és la constant de Planck. Els fotons amb energies suficients com per causar ionització tenen longituds d'ona en la regió d'alta energia del ultravioleta. Els fotons amb menys energia que l'energia d'enllaç dels electrons poden ser absorbits o dispersats, però no fotoionitzaran l'àtom o ió.
Aquestes longituds d'ona són filtrades completament de la radiació que arriba a la Terra, com a resultat de la seva absorció en l'atmosfera superior.
A altituds inferiors als 90 km, la major part de la radiació d'ona curta capaç de produir fotoionització ha estat absorbida. Per tant, tots aquests processos succeeixen a la termosfera o ionosfera.
|                                                         | E (kJ/mol) | λmàx (nm) |
| ------------------------------------------------------- | ---------- | --------- |
| {\displaystyle {\ce {N2->[{} \atop h\nu ]{N2+}+e^{-}}}} | 1495       | 80.1      |
| {\displaystyle {\ce {O2->[{} \atop h\nu ]{O2+}+e^{-}}}} | 1205       | 99.3      |
| {\displaystyle {\ce {O->[{} \atop h\nu ]{O+}+e^{-}}}}   | 1313       | 91.2      |
| {\displaystyle {\ce {NO->[{} \atop h\nu ]{NO+}+e^{-}}}} | 890        | 134.5     |

Taula 1. Processos d'ionització, energies d'ionització i longituds d'ona que poden causar l'ionització.